# Ruben (nome)
Ruben  è un nome proprio di persona italiano maschile.

## Varianti
- Maschili: Rubens, Rubes

### Varianti in altre lingue
- Armeno: Ռուբեն (Rupen, Roupen, Ruben)
- Danese: Ruben[1]
- Ebraico: רְאוּבֵן (Reuven, Reubhen, Reuben)[1]
- Finlandese: Ruuben[1]
- Francese: Ruben[1]
- Greco biblico: Ῥουβήν (Rhoubḗn)[1]
- Inglese: Reuben[1]
  - Ipocoristici: Rube[1]
- Islandese: Rúben
- Latino: Ruben[1]
- Norvegese: Ruben[1]
- Olandese: Ruben[1]
- Portoghese: Rúben[1]
  - Alterati: Rubinho[1]
- Portoghese brasiliano: Rubem[1], Rubens[1]
- Spagnolo: Rubén[1]
- Svedese: Ruben[1]

## Origine e diffusione
Deriva dall'ebraico Reuben (o Reubhen), composto dai termini reu (imperativo di r'aah, "vedere") e ben ("un figlio"), e il significato è probabilmente "guarda, un figlio!" o "ecco, un figlio!": si tratta della frase che Giacobbe esclamò quando la moglie Lia gli partorì il figlio Ruben. Altre interpretazioni indicano la prima parte del nome come derivante da Ruh, ("provvidenza"), col possibile significato di "figlio della provvidenza".
Il nome Ruben è presente soprattutto al centro e nord Italia. Le varianti Rubens e Rubes si sono diffuse per il prestigio del pittore fiammingo Peter Paul Rubens. In lingua inglese il nome, nella variante Reuben, ha cominciato ad essere usato da dopo la Riforma Protestante.

## Onomastico
Ruben viene festeggiato il 1º agosto in memoria di san Ruben (o Rubíl), monaco martirizzato nel II secolo. Con questo nome si ricorda anche il beato Ruben di Gesù Lopez Aguilar, martire con altri compagni a Barcellona, commemorato il 9 agosto.

## Persone

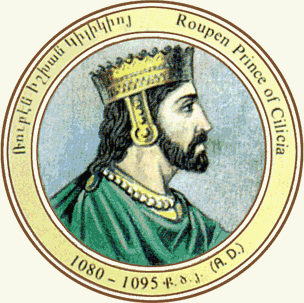
Ruben I d'Armenia

- Ruben I d'Armenia, principe delle montagne
- Ruben II d'Armenia, principe delle montagne
- Ruben III d'Armenia, principe delle montagne
- Ruben Alfredo Andresen Leitão, giornalista, scrittore e storico portoghese
- Ruben Boumtje-Boumtje, cestista camerunese
- Ruben Boykin, cestista statunitense
- Ruben Buriani, calciatore e dirigente sportivo italiano
- Ruben Gabrielsen, calciatore norvegese
- Ruben Garlini, calciatore italiano
- Ruben Houkes, judoka olandese
- Ruben Imingen, calciatore norvegese
- Ruben Pavlovič Katanjan, ufficiale sovietico
- Ruben Nembhard, cestista statunitense
- Ruben Patterson, cestista statunitense
- Ruben Yttergård Jenssen, calciatore norvegese
- Ruben Zackhras, politico marshallese
- Ruben Zadkovich, calciatore australiano

### Variante Rubén

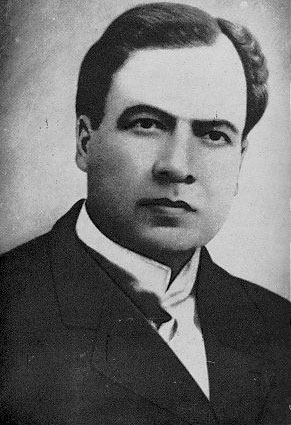
Rubén Darío

- Rubén Blades, cantautore, attore e politico panamense
- Rubén Botta, calciatore argentino
- Rubén Celiberti, ballerino, coreografo, cantante e pianista argentino
- Rubén Darío, poeta, giornalista e diplomatico nicaraguense
- Rubén Oliva, giornalista e regista argentino
- Rubén Olivera, calciatore uruguaiano
- Rubén Paz, calciatore uruguaiano
- Rubén Plaza, ciclista su strada spagnolo
- Rubén Sosa Ardaiz, allenatore di calcio e calciatore uruguaiano
- Rubén Xaus, pilota motociclistico spagnolo

### Variante Rubens

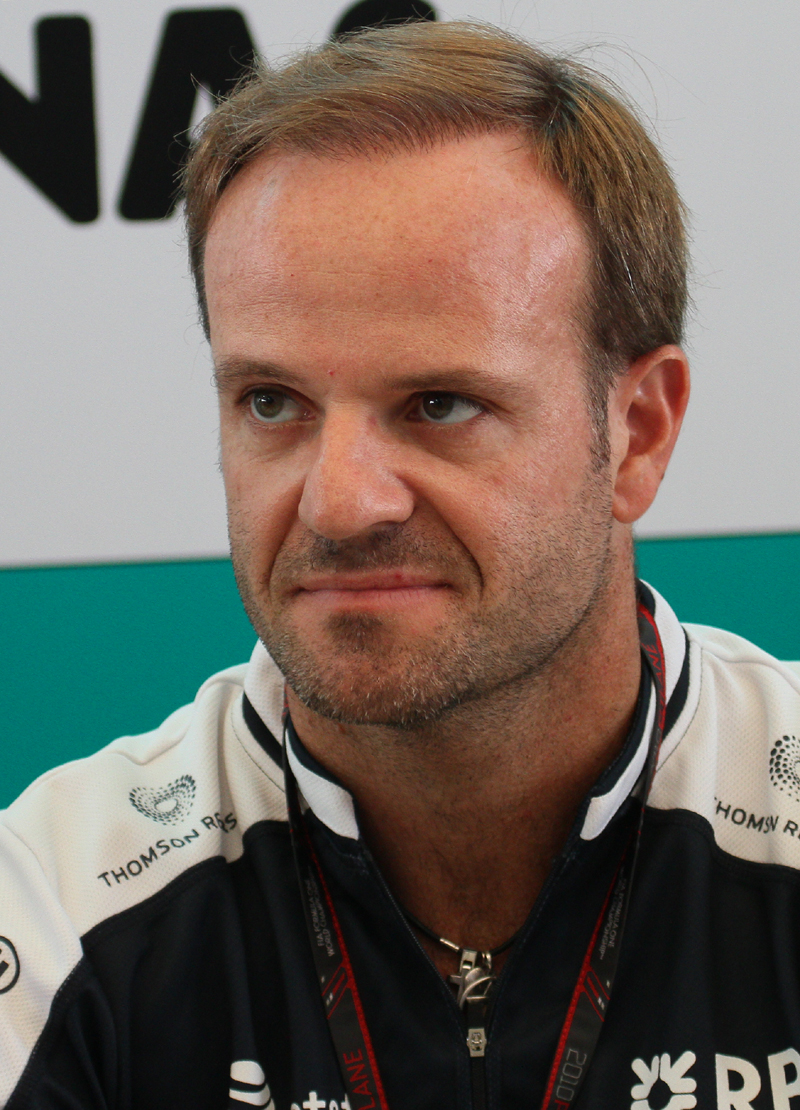
Rubens Barrichello

- Rubens Barrichello, pilota automobilistico brasiliano
- Rubens Bertogliati, ciclista su strada svizzero
- Rubens Josué da Costa, calciatore brasiliano
- Rubens Fadini, calciatore italiano
- Rubens Pasino, calciatore italiano
- Rubens Mattioli, chirurgo italiano
- Rubens Minelli, allenatore di calcio, dirigente sportivo ed ex calciatore brasiliano
- Rubens Sambueza, calciatore argentino

### Variante Reuben

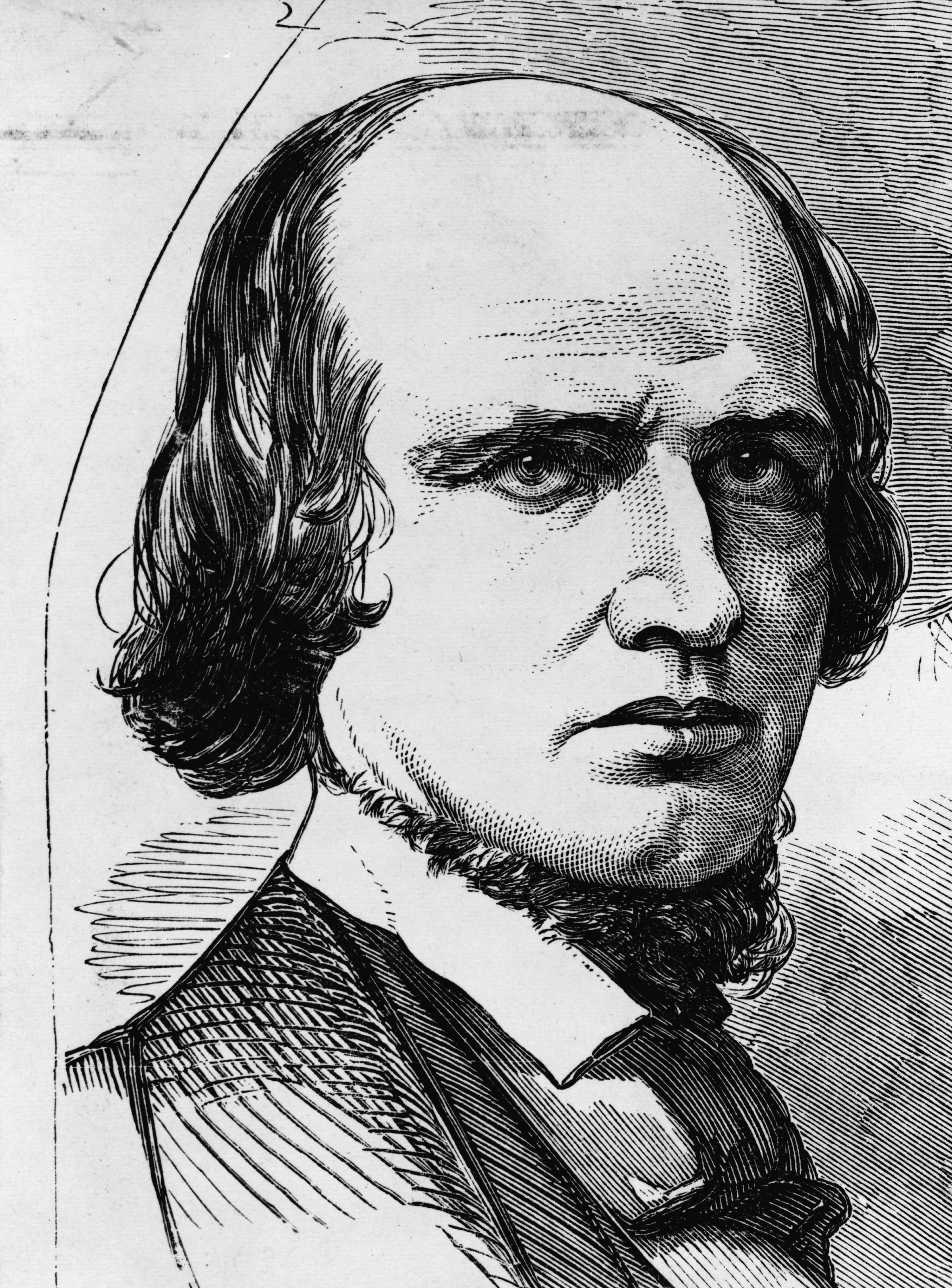
Reuben Davis

- Reuben Davis, politico e avvocato statunitense
- Reuben De Jong, kickboxer e wrestler neozelandese
- Reuben Fine, scacchista e psicologo statunitense
- Reuben Gabriel, calciatore nigeriano
- Reuben Kosgei, atleta keniota
- Reuben Lautenschlager, cestista statunitense
- Reuben Levy, iranista e insegnante statunitense
- Reuben Ross, tuffatore canadese
- Reuben Thorne, rugbista a 15 e allenatore di rugby neozelandese

### Altre varianti
- Rúben Amorim, calciatore portoghese
- Reuven Fecher, cestista israeliano
- Rubem Fonseca, scrittore e sceneggiatore brasiliano
- Rouben Mamoulian, regista statunitense
- Rúben Micael, calciatore portoghese
- Rupen Semerciyan, allenatore di pallacanestro armeno
- Reuven Shiloah, funzionario israeliano
- Rubes Triva, politico italiano
- Rupen Zartarian, scrittore, educatore, poeta e giornalista armeno